# Valerio Evangelisti
Valerio Evangelisti (Bologna, 1952. június 20. – Bologna, 2022. április 18.) olasz író, aki sci-fi, fantasy, történelmi és horror témában alkot. Legismertebb könyvsorozatai a tíz kötetből álló Nicholas Eymerich-ciklus és a Nostradamus trilógia. Mindkét említett sorozat bestseller lett saját hazájában, és több nyelvre is lefordították őket. Több regénye az új olasz epika (nuovo epico italiano) tematikába sorolható.
Magyarországon a Metropolis Media jelentette meg 2013-ban az Eymerich-ciklus első kötetét, az Indulj, inkvizítor!-t, és tervezik a sorozat többi kötetének kiadását is.

## Művei

### Esszék
- Storia del partito socialista rivoluzionario 1881-1893 (1981), Cappelli, Bologna
- Il galletto rosso, precariato e conflitto di classe in Emilia Romagna 1880-1890 with Salvatore Sechi, (1982), Marsilio, Venezia
- Sinistre eretiche, dalla banda Bonnot al Sandinismo, 1905-1984 (1985), SugarCo, Milano
- Gallerie nel presente. Punk, Snuffs, Contras: tre studi di storia simultanea' (1988), Lacaita, Bari
- Gli sbirri alla lanterna: la plebe giacobina bolognese dall'anno I all'anno V (1792-1797) (1991), Bold Machine, Bologna

### Nicholas Eymerich-ciklus
- Nicolas Eymerich inquisitore (Indulj, inkvizítor!) (1994; 2013)
- Le catene di Eymerich (Örökké élj, inkvizítor!) (1995; 2014)
- Il corpo e il sangue di Eymerich (Égj, inkvizítor!) (1996; 2015)
- Il mistero dell'inquisitore Eymerich (Rettegj, inkvizítor!) (1996; 2018)
- Cherudek (1997)
- Picatrix, la scala per l'inferno (1998)
- Il castello di Eymerich (2001)
- Mater Terribilis (2002)
- La luce di Orione (2007)
- Rex tremendae maiestatis (2010)

### Metal Hurlant sorozat
- Metallo urlante (1998)
- Black Flag (2002)
- Antracite (2003)

### Nostradamus trilógia
- Magus: Il Presagio (1999)
- Magus. L'Inganno (1999)
- Magus: L'Abisso (1999)
- Magus: Il Romanzo di Nostradamus (2000)

### Kalóz-ciklus
- Tortuga (2008)
- Veracruz (2009)
- Cartagena (2012) November

### Egyéb regények
- Gocce nere (2001)
- Noi saremo tutto (2004)
- Il collare di fuoco (2005)
- Il collare spezzato (2006)

### Képregények
- La furia di Eymerich, (2003 – rajzolta: Francesco Mattioli)
- Nicolas Eymerich inquisitore (2003 – rajzolta: David Sala)

### Közreműködés
- Controinsurrezioni (2008), vele: Antonio Moresco

## Magyarul
- Indulj, inkvizítor!; ford. Zsoldos Amália; Metropolis Media, Bp., 2013 (Galaktika Fantasztikus Könyvek)
- Örökké élj, inkvizítor!; ford. Zsoldos Amália; Metropolis Media, Bp., 2014 (Galaktika Fantasztikus Könyvek)
- Égj, inkvizítor!; ford. Zsoldos Amália; Metropolis Media, Bp., 2015 (Galaktika Fantasztikus Könyvek)
- Rettegj, inkvizítor!; Metropolis Media, Bp., 2018 (Galaktika Fantasztikus Könyvek)